# Пхалан
Пхала́н, Пхалан (Фалам), Фала́м (бирм. ဖလမ်း) — город на северо-западе Мьянмы, недалеко он границы с индийским штатом Мизорам.
Город был основан британцами в 1892 и как самый крупный населённый пункт в горах Чин, стал административным центром по управлению ими. После обретения независимости Бирмой ещё оставался столицей округа (а потом штата) Чин, пока столица не была перенесена в Хакху.
В Пхалане находятся центры бирманских баптистских организаций.